# Salajna (železniční zastávka)
Salajna je železniční zastávka, nacházející se na trati Plzeň–Cheb v blízkosti vesnice Salajna v okrese Cheb.

## Popis zastávky
Zastávka se nachází u železničního přejezdu P306. Zastávka je vybavena osvětlením a zděným přístřeškem. Nástupiště je tvořeno betonovými panely s vodicí linií pro nevidomé a signálním pásem.